# Dictyochorina portoricensis
Dictyochorina portoricensis är en svampart som beskrevs av Chardón 1932. Dictyochorina portoricensis ingår i släktet Dictyochorina, divisionen sporsäcksvampar och riket svampar.   Inga underarter finns listade i Catalogue of Life.